# Xenia Stad-de Jong
Xenia Stad-de Jong   (Semarang, 4 de març de 1922 - Zoetermeer, 3 d'abril de 2012) fou una atleta neerlandesa, especialista en curses de velocitat, que va competir durant la dècada de 1940.
El 1948 va prendre part en els Jocs Olímpics de Londres, on va disputar dues proves del programa d'atletisme. Va guanyar la medalla d'or en la prova del 4x100 metres formant equip amb Netty Witziers-Timmer, Gerda Kade-Koudijs i Fanny Blankers-Koen, mentre en la cursa dels 100 metres quedà eliminada en semifinals.
En el seu palmarès també destaca una medalla de plata en el 4x100 metres al Campionat d'Europa d'atletisme de 1950.

## Millors marques
- 100 metres. 12,2" (1948)
- 200 metres. 25,7" (1950)[2][3]